# Northern & Shell
Northern & Shell este o companie media britanică înființată în anul 1974.
Compania deține revistele Ok!, New! și Star, ziarele International Express, Daily Express, Sunday Express, Daily Star și Daily Star Sunday precum și două posturi de televiziune - Television X și Express Shopping Channel.
Cifra de afaceri în 2007: 485 milioane lire sterline (965,4 milioane dolari)